# エレメカ

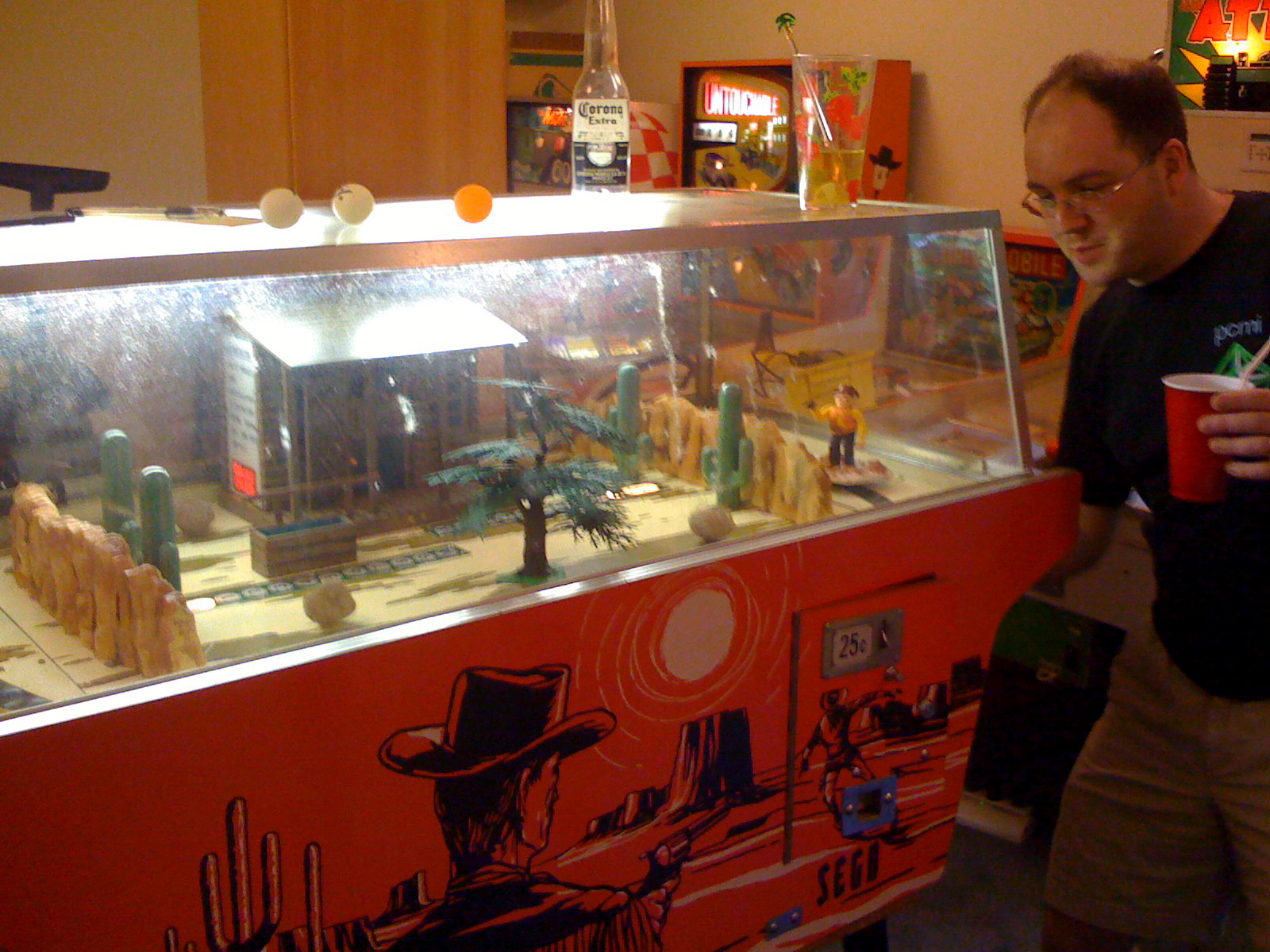
セガのGUN FIGHT（1969年、参考）光センサを使った2人対戦のシューティングゲーム。ウエスタンガン（1975年）などのアーケードシューティングビデオゲームにインスピレーションを与えた。

エレメカとは、主として機械要素によってゲームを制御するアーケードゲーム機全般を指す、エレクトロニクスとメカトロニクスを合成した造語。
元はビデオゲームと区別する意味から発生した言葉だが、厳密な定義はなく、人により理解が異なる場合がある。またピンボールゲームでは、ゲームの制御を電気的に行っている旧世代機種を指し、電子回路で制御する新世代機種と区別する用語として使用されている。

## 概要
エレメカは、ビデオゲームが登場する以前は、遊園地やデパートの屋上などに設置されていたゲームコーナーの主役であった。
基本的にはゲームの入出力が機械的に行われるものがエレメカに該当し、モグラ叩きやエアホッケーから、クレーンゲームやルーレットなどのプライズゲーム、占いゲームやパンチ力を測定するパンチングマシンなどといったものがこれに該当する。広義にはゲーム以外の電動遊具、アミューズメント用ロボット、ポップコーンや綿菓子などのベンダーといった、遊技場に設置される機器全般をも含める場合もある。
時代の変遷にしたがって、その地位はビデオゲームに奪われてしまったものの、クレーンゲームのように現役で稼動しているエレメカも多数存在する。ビデオゲームが登場してからは、ブラウン管や液晶の画面に得点や情報を表示するものも次第に登場し、今日ではビデオゲームとの境界線が次第に曖昧になりつつある。動く大型筐体を使用した体感ゲームなどは、エレメカとビデオゲームが融合したものであるとも言える。
その一方で、遊戯装置としてはビデオゲーム類にはみられない特徴として、プレイヤー自身の身体能力をゲーム性に反映するものも存在する事から、熱心な愛好者も見られる他、ルールが単純である事から誰にでも楽しめるものとして、一定のニーズがある。大型な筐体を使用しているものが多いので、設置スペースに余裕のあるゲームセンターほどエレメカのコーナーの面積を広くとる傾向にある。
後述するように制御部分を電子化し、動作部分をメカトロニクスに依存するゲーム機は、セガ エンタテインメントが展開する「セガアリーナ」のような施設のようにこれに特化したゲームセンターもみられ、多くの人を楽しませている。

## 構造と歴史
古くこれらの機器は、入力には操作部分に取り付けられたマイクロスイッチを使用し、タイマーやリレーを利用して、アナログコンピュータや機械的な演算装置によって動作していた。スイッチを操作すれば、所定の動作をするという単純な物で、タイミングはタイマー回路で制御され、ランプの点滅によって表示を行ったり、モーターや電磁石によって模型を動かしていた。この時代、ゲームコーナーといえば、これらエレメカが設置されている様式が一般的であった。
このアナログコンピュータやタイマー回路がICに、更にはLSIといった集積回路に取って代わった1960年代頃から、次第に高度化が始まり、次第に今日のアーケードゲームのように複雑な物が登場していった。特にスペースインベーダー発売前後では、光学機器や機械制御による非常に凝った物が作られ、『サブマリン』のように、潜望鏡から覗いた状態で照準を合わせ、魚雷発射ボタンを押すと、魚雷が焦点をずらしたレンズからの光によって表現された航跡を描き、模型の戦艦に当たると轟沈する（遥か沖合いの潜水艦に到っては、閃光が上がるという演出もあった）物も製作された。当時のアーケードゲームは非常に解像度が荒かった事も在り、エレメカの「リアルさ」は1980年代初頭まで優位を保っていた。
エレメカの大半は電磁石やモーターによる部分が多いため、磨耗や潤滑不足・断線などによる機械的トラブルも発生する。この構造上の問題は要所の強化によってある程度は防がれていたが、摩滅による損傷によって、古い機器は1980年代を通して次第に姿を消していった。
その一方で一定の需要が存在しているため、現在でもマイコン制御によるエレメカや、アーケードゲーム同様の高度なコンピュータを内蔵し、得点表示や操作説明をブラウン管で表示、操作部分や動作効果部分を従来のエレメカ同様か更に発展させた物が登場している。これらはセンサー技術の発達により、更に進歩する動きも見られる。
バンダイナムコエンターテインメントは2015年7月に、2010年まで発売された殆どのエレメカの保守サービスを終了することを発表した。このように、筐体によっては約30年以上も保守サービスを行っている筐体もある。
なお、これらの機器類は特に訓練された者だけが操作するわけではないので、異常動作や不注意でプレイヤーが機械に巻き込まれないようにするため、フールプルーフ設計など安全性向上のための努力が払われる。一方、エレメカによる事故も起きており、たとえば2007年には、腕相撲ゲーム『腕魂』にてプレイヤーの骨折事例が相次いだため、製造元のアトラスが全台自主回収した。また、同じ年には前述のセガ系列エレメカ専門のゲームコーナーで、安全柵で覆われた遊戯装置内部に子供2名が上がり込み、メンテナンスのためにカバーが外されてそのままになっていた部分に男児が触れ指切断という怪我をした事例も報じられている。

## 主なエレメカ
鬼泣かせ
1980年代ごろまで各地のデパートの屋上で見られた。柵の向こうに鬼のマネキンがあり、電動で不規則に動いている。鬼の腹の中央には的がある。その的にめがけてビニール製のカラーボールをぶつける。うまく命中すると鬼が泣き声をあげる。
射撃
ナムコの『シュータウェイ』（1977年登場・続編の『II』もリリースされた）や『コスモスワット』（1984年登場）等の光線銃物が1990年代初頭まで、実際に稼動している物が見られた（一部では、地方のドライブインで稼動機が2000年ごろでも見掛けられたとする情報もある）。スクリーン上に投影された的（『シュータウェイ』ではクレー射撃のクレー）を撃つと言うものだが、当たり判定はかなりシビアで標的の動きは極めて速いという、実際のクレー射撃並みの射撃制度（一回のクレー射出で2発しか撃てない）という辺りで、現在の射撃ゲームとは違い、弾を乱射できないストウィックな内容であった。後年同社から登場した『コスモスワット』では、子供でも楽しめるよう弾数無制限で、引き金を引きまくって乱射できたが出荷台数が少なく、余り見かけられなかった。どちらも、レンズとランプでスライド投影（スライド映写機をマイコンとモーターで制御して、的の移動を表現していた）された的を撃つという内容だったが、標的に命中させる事で投射されている光点がエフェクト用のスライドに切り替わり、破片が飛び散るという効果が表示された。
他にも、1970年代には滑車とワイヤーで台に据え付けられた銃の動きをトレースしていたと推測される、的を撃つと専用のパンチカードに「どの辺りに当たったか」を出力する精巧な物も存在した。
1990年に登場した『コズモギャングズ』もこの流れを汲んだマシンで、前後に動く（フィールド上に設置されたコンテナを盗んで持ち去ろうとする）人形に取り付けられたセンサーを撃つことで人形を撃退して得点となる内容だった（コンテナを一定時間守りきればプレイヤーの勝ちとなる）。
現在ではこれらの大半は大型プロジェクションモニターを利用したガンシューティングゲームへと置き換わっている。
しかし、アナログのリアル感はどんなに発達したコンピュータグラフィックでも再現できないため、「実際にBB弾を発射し、標的となるモニターに取り付けられたセンサーで感知して命中するとモニター上のキャラクターが倒れる」「鏡により投影する映像を切り替えることで、撃たれた標的が粉々に砕け散るように見える（実際には鏡で標的を投影し、撃たれた瞬間に標的を隠し（あらかじめ用意された）破片を噴出させて見せる）」などのギミックを備えた新作が時々制作される。

## 関連事象
エレメカは、アーケードゲームに見られる緻密さや派手さは少ないが誰でも動作が理解しやすい。誰でも遊べるものは、デパート等に併設された遊戯コーナーで定番である。
リハビリテーションへの応用
全身を使って操作するゲームも多い事から、近年ではこれの難易度や反応性を調整した物を、病院等でリハビリテーションに利用しようという動きも在り、メーカーを交えてそのような娯楽リハビリ機器の開発を行っている企業もある（例・ナムコ・ハッスル倶楽部）。
これらの機器では、従来は単調なリハビリ行為が、点数表示などで進歩具合が患者自身にも判り易く成る事から、よりリハビリ効果が上がると考えられており、また患者側もゲーム感覚で娯楽とリハビリが行えると好評であるという。全身を使うダンスゲーム等を試験的に取り入れる所も出てきており、同種機器開発は今後も進むと見られる。
コンピュータゲーム化
他方、コンピュータゲームの中にはエレメカを再現しようとする動きもあり、たとえば2000年に発売されたWindows用ゲームソフト『とらっとろーど2001』は「インディ500」をはじめとする4作品をコンピュータゲームとして再現している。また、2017年にはエレメカを模したレースゲーム『マサラドライブ』がiOS向けに配信され、のちにNintendo Switchにも移植された。

## 製造企業
- 大平技研工業
- カプコン
- 関西精機製作所
- 楠野製作所
- こまや
- 昭和技研→ショーケン - ホープが製造した製品のメンテナンスを継承。
- セガ→セガ・インタラクティブ→セガ
- 太東貿易→タイトー
- 東洋娯楽機→トーゴ - 2004年に会社更生法を適用し、倒産。グループのトーゴサービスは存続したが、エレメカは製造していない。
- 中村製作所→ナムコ→バンダイナムコエンターテインメント→バンダイナムコアミューズメント（エレメカの紹介）
- ニシキ製作所
- ホープ→ホープ・アミューズメント - 2015年にホープのアミューズメント事業を継承し設立。その後2017年に破産開始決定し、2018年に法人格が消滅。
- レジャック→コナミ→コナミアミューズメント